# 許家元
許 家元（きょ かげん / Hsu Chia Yuan、1997年12月24日 - ）は、日本棋院東京本院所属の囲碁棋士。高林拓二六段門下。台湾出身。
主な実績に第43期碁聖位（史上最年少碁聖）、第59・60期十段、第40期新人王戦優勝、第28期阿含・桐山杯全日本早碁オープン戦優勝など。
芝野虎丸、一力遼と並び、「令和三羽烏」と称される。

## 来歴
4歳の頃に兄とともに囲碁教室に通い、囲碁を覚える。小学3年生の頃から本格的に囲碁に取り組むようになり、4年生で台湾棋院のプロ試験を受けるも1勝差の3位で次点に終わり、合格を逃す。5年生時も合格には至らず、6年生の時に王立誠九段に日本でプロを目指す道を示され、来日を決意する。2012年11月、日本棋院の平成25年度冬季棋士採用試験本戦で初戦から12連勝で合格を確定させ（最終成績は14勝1敗）、2013年4月、15歳で入段。
2013年7月14日、本因坊秀策杯(非公式戦)で優勝。15歳の優勝は大会史上最年少記録となる。10月27日、非公式棋戦の第10回中野杯U20選手権で優勝。12月、日韓交流戦で4勝1敗。
2014年4月、中国国内棋戦である丙級リーグ戦に参加し、7戦全勝。5月、第1回グロービス杯世界囲碁U-20では李欽誠初段（中国）・夏晨琨三段（中国）に勝利し準優勝。第23期竜星戦では、前年8月から2014年2月にかけて本戦で7連勝し、決勝トーナメントに出場。7月17日の2回戦では、山下敬吾竜星に勝利した。2014年は45勝12敗（勝率 .7895 ）という成績を残し、棋道賞勝率第1位賞を受賞。
2015年4月10日、LG杯世界棋王戦の20周年記念大会「LG挑戦者杯」で準決勝に進む。5月4日、第63期王座戦において、予選初出場で本戦入り。6月、竜星戦決勝トーナメントで準決勝に進む。8月20日、棋聖戦挑戦者決定トーナメントに進出。
同年8月31日、第22期阿含・桐山杯全日本早碁オープン戦で村川大介王座・首藤瞬七段・余正麒七段に勝利し準優勝。9月13日、第2回ゆうちょ杯（非公式戦）で優勝。更に、9月16日の第40期新人王戦で優勝し、自身初タイトルを獲得。17歳8か月での新人王戦優勝は史上3番目の若さ、入段から2年5か月は最短記録。10月15日、第41期碁聖戦で本戦入り。10月22日、第42期天元戦で本戦入り。2015年の年間成績は41勝10敗で、同じ勝数だった井山裕太と共に棋道賞最多勝利賞を受賞。賞金ランキング初のトップ10入り（7位）。
2016年3月19日、第3回棋戦優勝者選手権戦で結城聡竜星・井山裕太六冠を破り準優勝。4月24日、第3回グロービス杯世界囲碁U-20で李東勲五段（韓国）・楊鼎新三段（中国）に勝利し準優勝。6月、中国国内棋戦である丙級リーグ戦に参加し、7戦全勝。7月28日、第42期天元戦本戦ベスト4。8月、第41期棋聖戦Bリーグで2位になりにAリーグ昇格。
2017年6月5日、第43期天元戦本戦ベスト4。8月10日、第56期十段戦予選決勝で高尾紳路名人に勝って本戦入り。9月7日、第42期棋聖戦Aリーグで2位になりSリーグ入り昇格、規定により七段に昇段。2017年の年間成績は41勝10敗（勝率 .8036 ）で、自身2回目となる棋道賞勝率第1位賞を受賞した。
2018年、第43期碁聖戦本戦では張栩九段・山下敬吾九段・高尾紳路九段を破り決勝進出。5月16日、第43期碁聖戦本戦決勝で本木克弥八段に中押し勝ちし自身初の七大タイトル挑戦手合進出を果たした。20歳5か月での碁聖戦挑戦は史上最年少記録。8月3日、第43期碁聖戦五番勝負では、井山裕太七冠に対し3勝0敗のストレートで勝利し自身初の七大タイトルを獲得。許は入段から5年4か月での七大タイトル獲得となり、2015年4月に入段から6年0か月で十段位を獲得した伊田篤史八段の最短記録を更新した。20歳7か月での七大タイトル獲得は史上3番目の年少記録（当時）。また、挑戦手合で井山にストレート勝ちで勝利した初の棋士となった。碁聖位獲得により、8月4日付で八段に昇段。2018年はその他の棋戦においても第66期王座戦で本戦準決勝進出、第44期天元戦で挑戦者決定戦進出、第43期棋聖戦Sリーグで3勝2敗の4位で残留 など、タイトル獲得や挑戦手合進出には至らないものの、結果を残した。碁聖位獲得を始めとする活躍が評価され、棋道賞優秀棋士賞を受賞。
2019年、第44期碁聖戦では羽根直樹九段の挑戦を受ける。2連敗のあと2連勝としたものの、8月23日の最終第5局で敗退、防衛はならなかった。羽根は2011年の第36期碁聖位以来、8年ぶりの七大タイトル獲得。一方で、第75期本因坊戦では9月12日に最終予選を制し許自身初の本因坊戦リーグ入りを決めると、10月31日には第45期名人戦でも最終予選を制しリーグ入りを決めた。4月から9月にかけて行われた第44期棋聖戦Sリーグでも3勝2敗の3位で残留しており、三大リーグ全てでリーグ入りを果たした。第67期王座戦では挑戦者決定戦まで進出したものの、9月20日、既に10代での名人戦挑戦を決めていた芝野虎丸八段と対戦し、敗退。また、第45期天元戦では、本戦で孫喆七段・羽根直樹九段・坂井秀至八段・余正麒八段・佐田篤史四段に勝利し、井山裕太四冠との挑戦手合に進出。五番勝負の最終局までもつれたものの、12月18日の第5局で敗れ天元位獲得はならなかった。
2021年、十段戦トーナメントを勝ち上がって挑戦権を獲得。挑戦手合いで芝野虎丸十段を3勝2敗で破り、十段戴冠を果たした。昇段規定（タイトル2期獲得）により、九段昇段。
2022年、新設されたテイケイ杯俊英戦の決勝で芝野虎丸九段を破り優勝。第60期十段戦でも、挑戦者の余正麒八段を無傷の3連勝で破り、初防衛を果たした。
2023年、第61期十段戦では芝野虎丸名人のリベンジマッチを受ける。五番勝負に1勝3敗で敗れ失冠。3連覇はならず無冠に。13年ぶりに開催された中国杭州アジア大会では団体戦にチャイニーズタイペイ代表として出場し、一力や芝野を擁する日本チームに次ぐ4位となった。
2024年、七大タイトルの挑戦者決定戦に3度出場するが3度とも敗れて、7年ぶりに七大タイトル戦番勝負への出場なしとなる。一方、非公式戦ではあるが、第3期新竜星戦で初優勝。また、中国で開催される応氏杯に出場する一力の通訳兼研究パートナーとして帯同し、一力の優勝に貢献した。
2025年、第63期十段戦では2年連続で挑戦者決定戦で敗れる。第50期名人戦リーグでは6勝2敗で勝率1位になるも序列の差で挑戦権を逃す。

## 棋戦決勝進出結果
| 棋戦           |
| 三大タイトル   |
| 他七大タイトル |
| 国際タイトル   |
| 他棋戦         |

|        | 数 | 棋戦             | 期・回 | 対局日     | 相手           |     |
| ------ | -- | ---------------- | ------ | ---------- | -------------- | --- |
| 準優勝 |    | グロービス杯U-20 | 1回    | 2014年5月  | 一力遼七段     | 0-1 |
| 優勝   | 1  | 新人王戦         | 40期   | 2015年9月  | 平田智也四段   | 2-0 |
| 準優勝 |    | 阿含・桐山杯     | 22期   | 2015年10月 | 井山裕太桐山杯 | 0-1 |
| 準優勝 |    | グロービス杯U-20 | 3回    | 2016年4月  | 李欽誠初段     | 0-1 |
| 奪取   | 2  | 碁聖戦           | 43期   | 2018年     | 井山裕太碁聖   | 3-0 |
| 失冠   |    | 碁聖戦           | 44期   | 2019年     | 羽根直樹九段   | 2-3 |
| 挑戦   |    | 天元戦           | 45期   | 2019年     | 井山裕太天元   | 2-3 |
| 奪取   | 3  | 十段戦           | 59期   | 2021年     | 芝野虎丸十段   | 3-2 |
| 優勝   | 4  | 阿含・桐山杯     | 28期   | 2021年10月 | 井山裕太桐山杯 | 1-0 |
| 準優勝 |    | 竜星戦           | 30期   | 2021年10月 | 芝野虎丸王座   | 0-1 |
| 優勝   | 5  | テイケイ杯俊英戦 | 1期    | 2022年4月  | 芝野虎丸九段   | 2-0 |
| 防衛   | 6  | 十段戦           | 60期   | 2022年     | 余正麒八段     | 3-0 |
| 失冠   |    | 十段戦           | 61期   | 2023年     | 芝野虎丸名人   | 1-3 |

## 棋歴

### 獲得タイトル
総タイトル数6（うち七大タイトル3）
- 碁聖戦 1期（2018年・第43期）
- 十段戦 2期（2021-2022年・第59・60期）
- 阿含・桐山杯 1期（2021年・第28期）
- 新人王戦 1期（2015年・第40期）
- テイケイ杯俊英戦 1期（2022年・第1回）

### 良績等
- 棋聖戦 Sリーグ入り 6期（第43-45, 47期 - ）
- 名人戦 リーグ入り 5期（第45期 - ）
- 本因坊戦 リーグ入り 4期（第75 - 78期）
- 王座戦 挑戦者決定戦進出（第67期）
- 天元戦 挑戦手合出場（第45期）、挑戦者決定戦進出（第44期）
- 竜星戦 準優勝（第30期）
- 新竜星戦（非公式戦）優勝（第3期）
- グロービス杯世界囲碁U-20 準優勝（第1回、第3回）
- 棋戦優勝者選手権戦（非公式戦） 準優勝（第3回）
- 中野杯U20選手権（非公式戦） 優勝（第10回）
- ゆうちょ杯囲碁ユース選手権（非公式戦） 優勝（第2回）

### 受賞歴
- 棋道賞優秀棋士賞 2回（2018年、2021年）
- 棋道賞新人賞（2015年）
- 棋道賞最多勝利賞 1回（2015年）
- 棋道賞勝率第1位賞 2回（2014年、2017年）
- 棋道賞連勝賞 1回（2022年）

### 記録等
- 最年少での碁聖戦挑戦手合出場（20歳5か月）[15]
- 最年少碁聖位（20歳7か月）
- 史上3番目の若さでの七大タイトル獲得（20歳7か月、当時）
- 入段から七大タイトル獲得までの最短記録（5年4か月、当時[注 3]）

### 昇段履歴
- 2013年4月1日 入段
- 2014年3月28日 二段（勝星規定）[32]
- 2015年3月24日 三段（勝星規定）[33]
- 2016年7月8日 四段（勝星規定）[34]
- 2017年9月8日 七段（棋聖戦Sリーグ昇格）[13]
- 2018年8月4日 八段（第43期碁聖位獲得）[18]
- 2021年4月29日 九段（第59期十段位獲得）[35]

## 年表
| - タイトル戦の欄の氏名は対戦相手。うち、色付きのマス目は獲得（奪取または防衛）。青色は挑戦者または失冠。黄色はリーグ入り。 - 棋道賞は、最 : 最優秀棋士賞、 優 : 優秀棋士賞、 特別 : 特別賞、 率 : 勝率一位賞、 勝 : 最多勝利賞、 対 : 最多対局賞、 連 : 連勝賞、 国際 : 国際賞、 新人 : 新人賞、 哉 : 秀哉賞 - 賞金&対局料は、年度区切りではなく1月 - 12月の集計。単位は万円。色付きの年は全棋士中1位。 |

|       | 棋聖                | 十段            | 本因坊          | 碁聖            | 名人          | 王座          | 天元           | 棋戦         | 棋道賞  | 賞金対局料 | 備考 |
| ----- | ------------------- | --------------- | --------------- | --------------- | ------------- | ------------- | -------------- | ------------ | ------- | ---------- | ---- |
| 1-3月 | 3-4月               | 5-7月           | 6-8月           | 9-11月          | 10-12月       | 10-12月       |                |              |         |            |      |
| 2013  |                     |                 |                 |                 |               |               |                | 本因坊秀策杯 |         |            | 初段 |
| 2014  |                     |                 |                 |                 |               |               |                |              | 率      |            | 二段 |
| 2015  | 予選C 敗退          | 予選A 敗退      | 予選A 敗退      | 予選A 敗退      | 予選A 敗退    | 本戦 ベスト8  | 予選A 敗退     | 新人王       | 勝 新人 | 1564(7位)  | 三段 |
| 2016  | Cリーグ 1位昇格     | 予選A 敗退      | 予選A 敗退      | 本戦 ベスト16   | 予選A 敗退    | 最終予選 敗退 | 本戦 ベスト4   |              |         |            | 四段 |
| 2017  | B1リーグ 2位昇格    | 予選A 敗退      | 予選A 敗退      | 予選A 敗退      | 予選A 敗退    | 予選A 敗退    | 本戦 ベスト4   |              | 優 率   |            | 七段 |
| 2018  | Aリーグ 2位昇格     | 本戦 ベスト4    | 最終予選 敗退   | 井山裕太 ooo    | 最終予選 敗退 | 本戦 ベスト4  | 挑決 進出      | 御蔭杯       |         | 2029(7位)  | 八段 |
| 2019  | Sリーグ 4位         | 本戦 一回戦敗退 | 最終予選 敗退   | 羽根直樹 xxoox  | 予選A 敗退    | 挑決 進出     | 井山裕太 oxoxx | 本因坊秀策杯 |         | 1904(10位) |      |
| 2020  | Sリーグ 3位         | 最終予選 敗退   | 初リーグ 2位    | 本戦 ベスト4    | 初リーグ 4位  | 芝野虎丸 xxox | 本戦 ベスト16  |              |         | 2096(7位)  |      |
| 2021  | Sリーグ 5位陥落     | 芝野虎丸 oxoxo  | リーグ 2位      | 本戦 ベスト16   | リーグ 2位    | 本戦 ベスト8  | 本戦 ベスト16  | 阿含桐山     | 優      | 3742(4位)  | 九段 |
| 2022  | Aリーグ 2位昇格     | 余正麒 ooo      | リーグ 3位      | 本戦 ベスト8    | リーグ 6位    | 最終予選 敗退 | 本戦 ベスト16  | テイ俊英     |         | 3188(4位)  |      |
| 2023  | Sリーグ 3位         | 芝野虎丸 xoxx   | リーグ 2位      | 本戦 一回戦敗退 | リーグ 5位    | 本戦 ベスト4  | 本戦 ベスト4   |              |         | 2084(6位)  |      |
| 2024  | Sリーグ2位 挑決進出 | 挑決 進出       | 本戦 一回戦敗退 | 本戦 一回戦敗退 | リーグ 4位    | 本戦 ベスト4  | 挑決 進出      | （新竜星）   |         | 1556       |      |
| 2025  | Sリーグ 3位         | 挑決 進出       | 本戦 ベスト4    | 本戦 ベスト16   | リーグ 3位    | 本戦 ベスト4  | 本戦 ベスト4   |              |         |            |      |